# Botaurus
Botaurus (vạc rạ) là một chi chim trong họ Diệc.
Chi này có 4 loài.

## Các loài
- Botaurus exilis (Ixobrychus exilis): Least Bittern. Loài này có thể có quan hệ họ hàng gần với Botaurus hơn là với các loài còn lại trong chi Ixobrychus.[2]
- Botaurus stellaris: Vạc rạ, diệc sao.
- Botaurus poiciloptilus: Australasian Bittern,
- Botaurus lentiginosus: American Bittern,
- Botaurus pinnatus: Pinnated Bittern,

## Hình ảnh

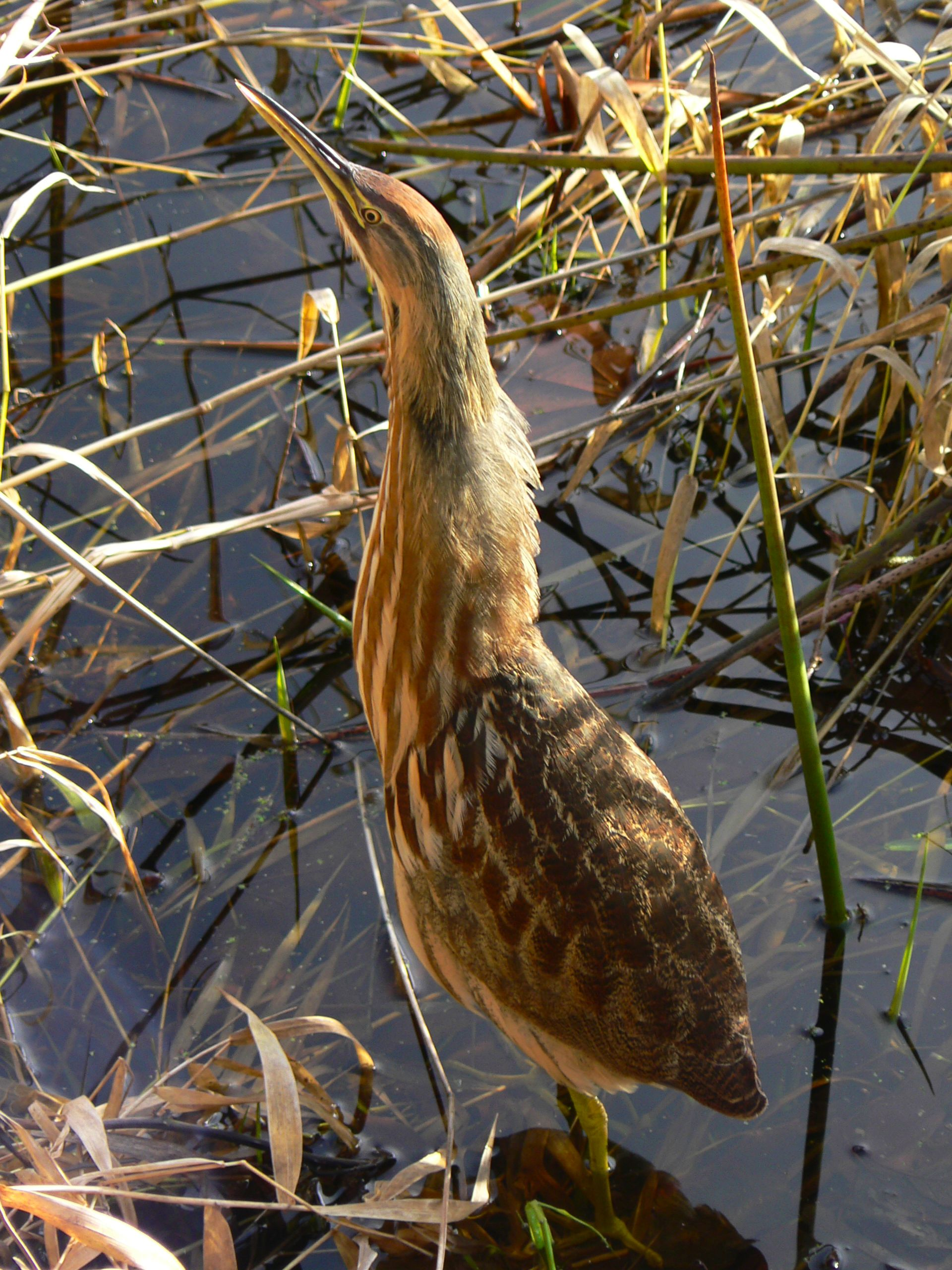
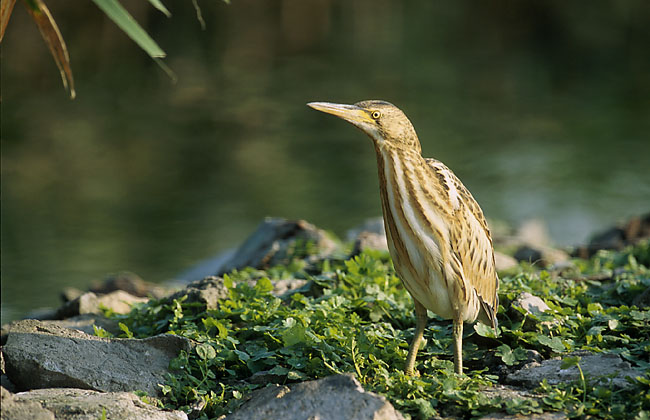
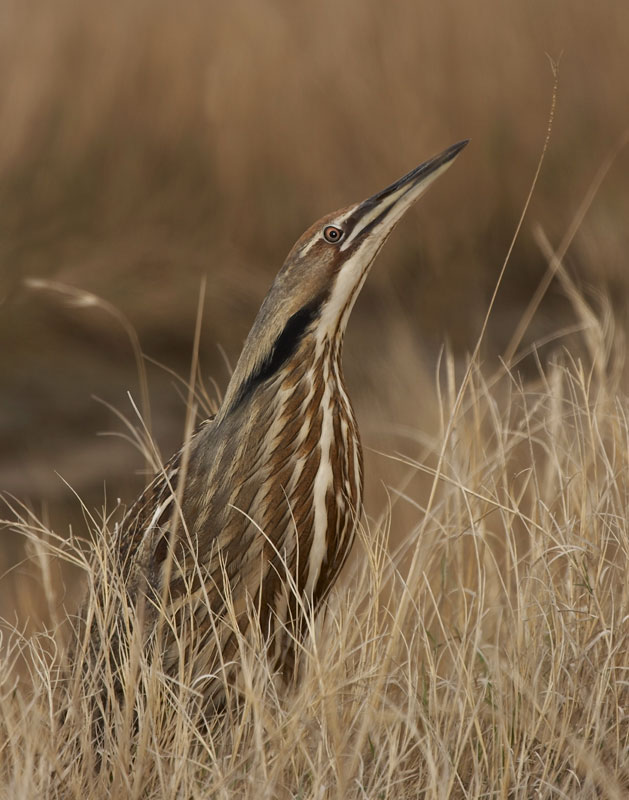
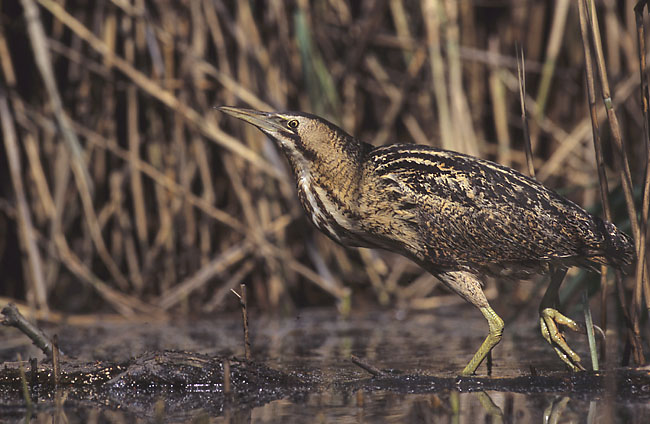
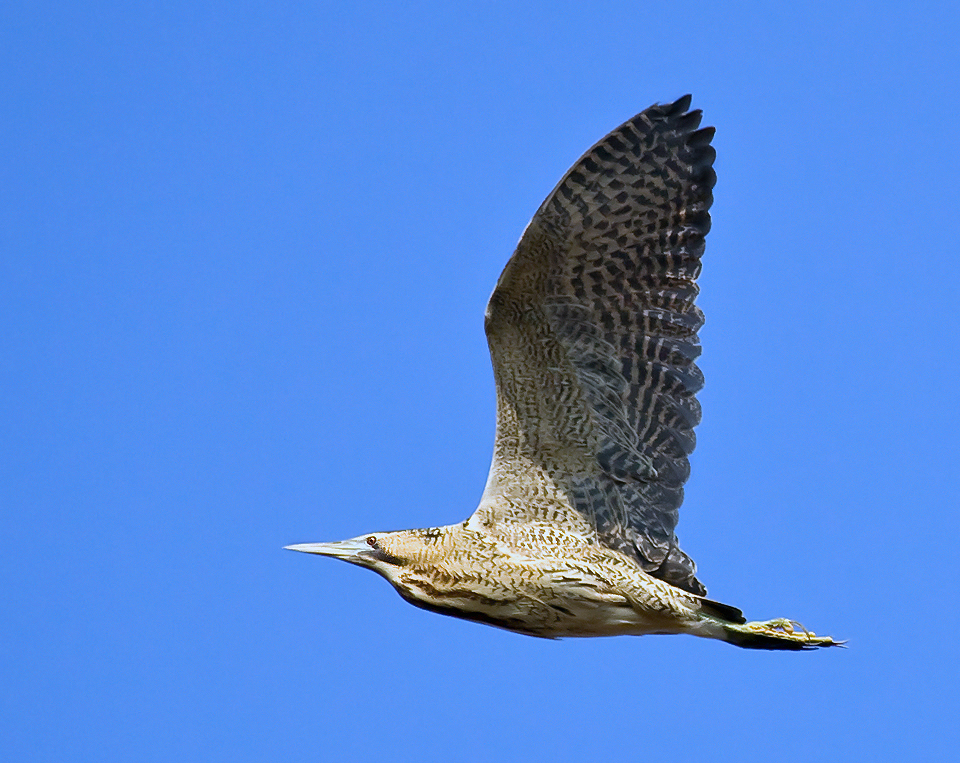
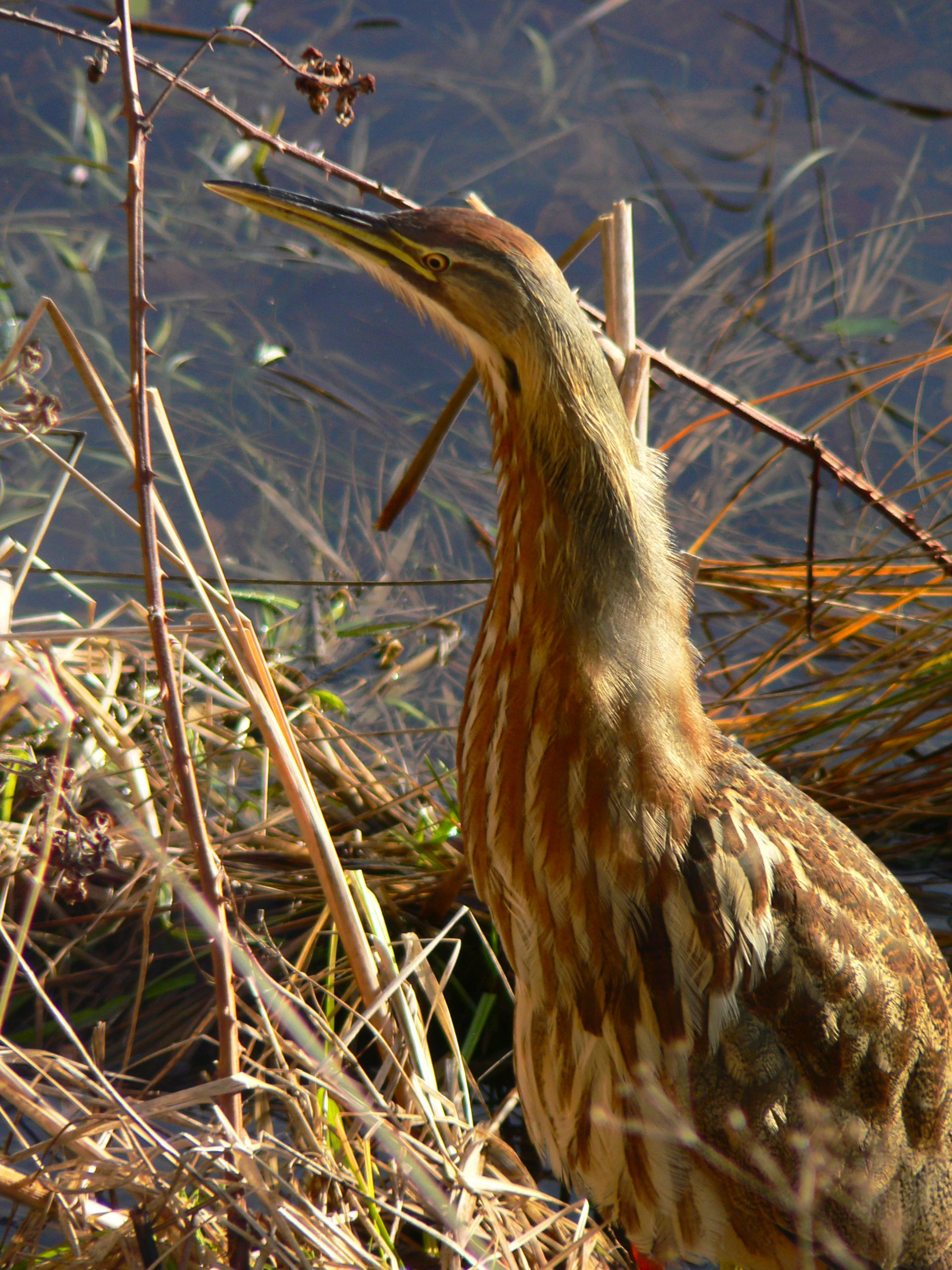